# Condado de Alamance
El condado de Alamance (en inglés: Alamance County, North Carolina) es un condado de Carolina del Norte, Estados Unidos. Según el censo de 2020, tiene una población de 171 415 habitantes.
La sede del condado es Graham. Fue formado en 1849 desde el condado de Orange al este. Ha sido un sitio de importantes acontecimientos históricos, manufactura textil y agricultura en Carolina del Norte.

## Geografía
Según la Oficina del Censo, el condado tiene un área total de 1127 km² (435,1 mi²), de la cual 1114 km² (430,1 mi²) es tierra y 13 km² (5 mi²) es agua.

### Municipios
El condado se divide en trece municipios:
Municipio de Patterson, Municipio de Coble, Municipio de Boone Station, Municipio de Morton, Municipio de Faucette, Municipio de Graham, Municipio de Albright, Municipio de Newlin, Municipio de Thompson, Municipio de Melville, Municipio de Pleasant Grove, Municipio de Burlington y Municipio de Haw River.

### Condados adyacentes
- Condado de Caswell - norte
- Condado de Orange - este
- Condado de Rockingham - noroeste
- Condado de Chatham - sur
- Condado de Randolph - sudoeste
- Condado de Guilford - oeste

## Demografía
En el 2000 la renta per cápita promedia del condado era de $39 168, y el ingreso promedio para una familia era de $46 479. El ingreso per cápita para el condado era de $19 391. En 2000 los hombres tenían un ingreso per cápita de $31 906 contra $23 367 para las mujeres. Alrededor del 11.10% de la población estaba bajo el umbral de pobreza nacional.

## Principales carreteras
El condado de Alamance tiene varias carreteras y federales que lo atraviesan.

## Lugares

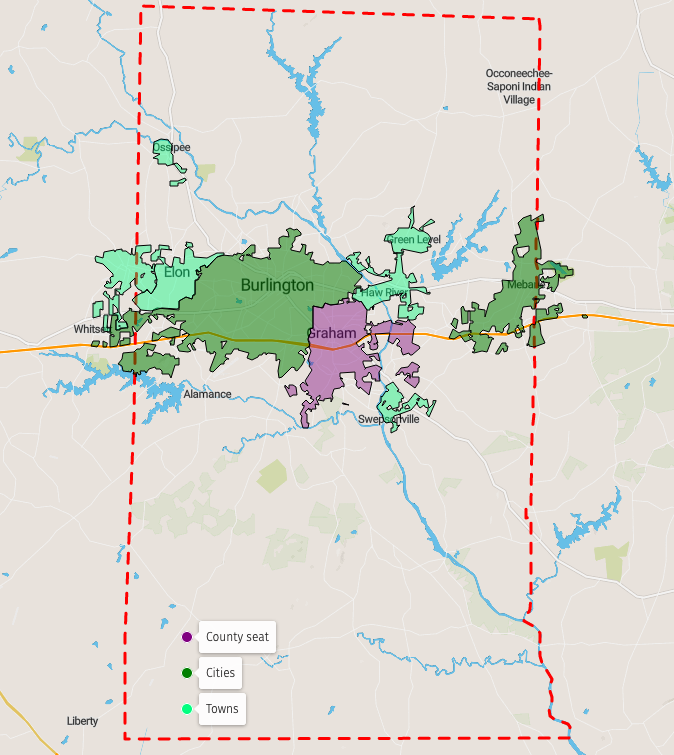
Mapa del Condado de Alamance en Carolina del Norte con sus municipios [http://u.osmfr.org/m/388485/

### Ciudades
- Alamance-la ciudad más pequeña en el condado de Alamance, con una población de 357.
- Burlington - la ciudad más grande en el condado de Alamance, la población de 50 857.
- Elon - anteriormente llamada "Elon College", la población de 7060.
- Gibsonville - Un pueblo para compartir con el Condado de Guilford, la población de 4738.
- Graham - la sede del condado, la población de 14 533.
- Green Level - se constituyó en 1990, la población de 2149.
- Haw River - llamado así por la ciudad en la que fue construido (río Haw River), la población de 2012.
- Mebane - una ciudad compartida con el Condado de Orange, la población de 10 624.
- Ossipee - una pequeña ciudad en el noroeste del Condado de Alamance, la población de 467.
- Swepsonville - una ciudad del molino situado a orillas del río Haw, la población de 1053.

### Comunidades no incorporadas
Más de 54.000 personas no viven en una comunidad incorporada en el condado de Alamance.
- Altamahaw-Ossipee
- Bellemont
- Eli Whitney
- Glencoe
- Glen Raven
- Hawfields
- Monte. Hermón
- Pleasant Grove
- Saxapahaw
- Snow Camp
- Woodlawn